# Charte de Grenoble
La charte de Grenoble, intitulée "Déclaration des droits et devoirs de l'étudiant" est la charte fondatrice du syndicalisme étudiant. Elle a été établie par l'UNEF, lors de son congrès de Grenoble en 1946, au sortir de la Seconde Guerre mondiale et en lien avec la résistance intérieure française.

## Historique
Au sortir de la Seconde Guerre mondiale certains étudiants, souvent liés à la Résistance désirent faire évoluer l’UNEF. Ils veulent rompre avec l’apolitisme et le corporatisme qui avaient amené à des comportements ambigus face à l'occupant pendant la guerre. Ils souhaitent donc transformer leur association en un véritable syndicat étudiant. Paul Bouchet, président de l’AGE de Lyon, l’un des principaux rédacteurs de la charte déclare «  Nous ne voulions plus de corporatisme étudiant. Nous donnions comme but à l’UNEF de jouer le rôle d’avant-garde de la jeunesse d’un point de vue social ». La "déclaration des droits et devoirs des étudiants" adoptée au congrès de Grenoble d'avril 1946 ne sera désignée qu'ultérieurement comme "charte de Grenoble", ce qui évoque le texte de référence adopté en 1906 par la CGT : la Charte d'Amiens. 
Pour faire passer leur message à l’ensemble du congrès, les rédacteurs de la Charte, souvent d’anciens résistants, s’appuient sur l’élan de la Libération et la mise en œuvre du programme du Conseil national de la Résistance. Ils mettent également en avant les efforts sociaux de l’UNEF dans l’entre-deux-guerres. À cette époque, l’UNEF avait créé le sanatorium des étudiants de France, elle avait aussi participé à la fondation du Comité supérieur des œuvres sociales (ancêtre des CROUS/CNOUS). 
Ils proposent donc l’adoption d’un texte court définissant le statut social de l’étudiant et exposant les droits et les devoirs qui en découlent. Le but était selon Charles Lerbert, à l’époque vice-président de l’UNEF, de « trouver les mots et accomplir les gestes qui donnent son identité à une collectivité ». La population étudiante est donc présentée comme un groupe social homogène ayant des attentes et des besoins spécifiques. L’article 1 définit l’étudiant comme un « jeune travailleur intellectuel ». Il ne peut donc plus être considéré comme un enfant à la charge de ses parents. C’est un adulte responsable et autonome. C’est un jeune qui doit s’intégrer à la « jeunesse mondiale et nationale » (article 3).
La Charte est adoptée à une large majorité des congressistes.

## La Charte de Grenoble

### Préambule
Les représentants des étudiants français, légalement réunis en Congrès National à Grenoble, le 24 avril 1946, conscients de la valeur historique de l’époque 
- Où l’Union Française élabore la nouvelle Déclaration des Droits de l’Homme et du Citoyen ;
- Où s’édifie le Statut pacifique des Nations ;
- Où le monde du travail et de la jeunesse dégage les bases d’une révolution économique et sociale au service de l’Homme ;
- Affirment leur volonté de participer à l’effort unanime de reconstruction ;
- Fidèles aux buts traditionnels poursuivis par la Jeunesse étudiante française lorsqu’elle était à la plus haute conscience de sa mission ;
- Fidèles à l’exemple des meilleurs d’entre eux, morts dans la lutte du peuple français pour sa liberté ;
- Constatant le caractère périmé des institutions qui les régissent ;
- Déclarent vouloir se placer, comme ils l’ont fait si souvent au cours de notre histoire, à l’avant-garde de la jeunesse française, en définissant librement, comme bases de leurs tâches et de leurs revendications, les principes suivants :

Article 1L’étudiant est un jeune travailleur intellectuel.

### Droits et devoirs de l'étudiant en tant que jeune
Article 2En tant que jeune, l’étudiant a droit à une prévoyance sociale particulière dans les domaines physique, intellectuel et moral.
Article 3En tant que jeune, l’étudiant a le devoir de s’intégrer à l’ensemble de la Jeunesse Nationale et Mondiale.

### Droits et devoirs de l'étudiant en tant que travailleur
Article 4En tant que travailleur, l’étudiant a droit au travail et au repos dans les meilleures conditions et dans l’indépendance matérielle, tant personnelle que sociale, garanties par le libre exercice des droits syndicaux.
Article 5En tant que travailleur, l’étudiant a le devoir d’acquérir la meilleure compétence technique.

### Droits et devoirs de l'étudiant en tant qu'intellectuel
Article 6En tant qu’intellectuel, l’étudiant a droit à la recherche de la vérité, et à la liberté qui en est la condition première.
Article 7En tant qu’intellectuel, l’étudiant a le devoir :
- de rechercher, propager et défendre la Vérité, ce qui implique le devoir de faire partager et progresser la culture et de dégager le sens de l’histoire ;
- de défendre la liberté contre toute oppression, ce qui, pour l’intellectuel, constitue la mission la plus sacrée.

## La portée nationale et internationale de la Charte
La charte est immédiatement présentée par l’UNEF à l'Union internationale des étudiants (UIE) qui tient son congrès fondateur en 1946 à Prague. L’UIE en adopte les grandes lignes, mais vite noyautée par les organisations issues du bloc communiste, l’UIE est discréditée. Dès lors la Conférence Internationale des Étudiants (CIE) est créée mais sur une ligne beaucoup plus apolitique. 
La Charte de Grenoble cependant, continue à influencer les débats entre organisations étudiantes. C’est ainsi qu’une réunion à Beyrouth des unions nationales des étudiants des pays arabes retient dans ses conclusions l’esprit de la Charte de Grenoble, en affirmant la nécessité d’un syndicalisme étudiant et en affichant leur croyance que «  l'étudiant doit en tant que jeune et en tant qu'intellectuel, rechercher la vérité de même qu'il doit, en tant que travailleur producteur dans son milieu, jouer un rôle essentiel pour contribuer à l'éclaircissement des données sociales et économiques  »  On retrouve donc bien les termes clés du statut de l’étudiant exposé en 1946 à Grenoble : l’étudiant est présenté successivement comme un « jeune » un « intellectuel » et un « travailleur » qui doit « rechercher la vérité ». 
En Belgique, le syndicat étudiant flamand Vereniging van Vlaamse Studenten (VVS) adopte en 1962 une charte définissant son engagement syndical reprenant la Charte de Grenoble. Peu de temps auparavant, en 1959, une "Charte de Liège", largement inspiré de la Charte de Grenoble, avait été rédigée par la Fédération des étudiants de Belgique (FEB). Elle resta un modèle pour les expériences syndicales étudiantes que seront le MUBEF (Mouvement des étudiants universitaires belge d'expression française), ancêtre de la FEF et l'UGS/UES (Union générale syndicale et Union étudiante syndicale), ancêtres des Étudiants FGTB, mouvement syndical étudiant belge intégré aux Jeunes FGTB.
De nos jours, la Charte de Grenoble est un texte de base pour de nombreuses organisations étudiantes à vocation syndicale, en France et dans le monde.

## Exemple d’utilisation syndicale de la Charte
La Charte n’est pas qu’un outil intellectuel, elle est surtout un appui pour des campagnes syndicales concrètes. La première utilisation remarquable de ce document date de 1948 lors de la création en France de la Sécurité sociale. S’appuyant sur l’article 2 qui affirme qu’en tant que jeune travailleur, l’étudiant a droit à une « prévoyance sociale particulière », l’UNEF réclame un régime propre aux étudiants (congrès de Strasbourg en 1947). Suit un long travail militant mené notamment par Charles Lebert qui aboutit par la loi du 23 octobre 1948 à un régime spécifique de sécurité sociale dont la gestion est dévolue à une mutuelle créée à l'occasion : la MNEF.
Selon l’article 4, « en tant que travailleur, l’étudiant a droit au travail et au repos dans les meilleures conditions et dans l’indépendance matérielle ». Cette déclaration, sert de base aux syndicats étudiants pour réclamer une allocation d'étude qu’elle soit appelée ainsi ou salaire étudiant ou pré-salaire ou encore allocation d’autonomie (selon les époques et les organisations).
La Charte de Grenoble a été saluée en mai 1951 à l'Assemblée nationale par des députés communistes et démocrates-chrétiens qui défendaient l'idée de salaire étudiant. 
Un exemple frappant de cette exploitation de la charte se trouve dans un tract de l’UNEF-ID daté de 1996. En introduction à un chapitre consacré à l’allocation d’étude, ce syndicat écrit «l’étudiant est un jeune travailleur en formation et doit donc avoir la possibilité matérielle d’y consacrer le temps nécessaire» .
L’article 7 qui déclare qu’en tant qu’intellectuel, l’étudiant à le devoir de « propager et défendre la vérité », a servi de base à de nombreux combats non spécifiquement étudiant comme la dénonciation de la Guerre d'Algérie.